# Al-Muwatta'

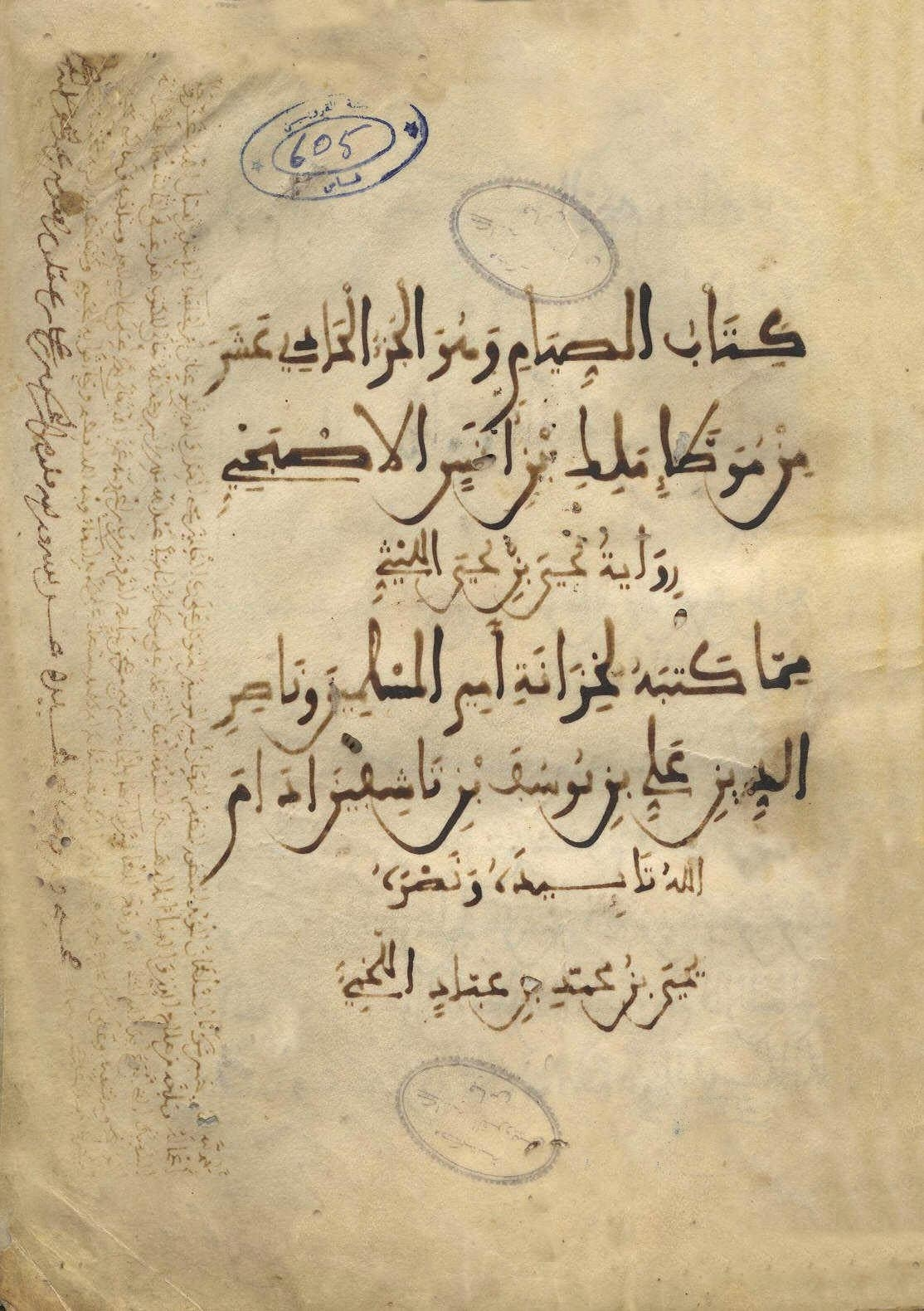
Titelblatt zum Buch des Fastens aus dem al-Muwatta auf Pergament. Hergestellt für die Privatbibliothek von Ali ibn Yusuf ibn Taschfin in Marrakesch im Jahr 1107.

Al-Muwatta'  (arabisch الموطأ, DMG al-Muwaṭṭaʾ ‚Der geebnete Pfad‘) ist das Hauptwerk des islamischen Rechtsgelehrten Mālik ibn Anas, des Begründers der Rechtsschule der Malikiten. Der genaue Zeitpunkt seines Entstehens lässt sich nicht bestimmen. Zudem hat Malik selber keinen definitiven Text erstellt, das Werk ist in unterschiedlichen Wiedergaben seiner Schüler erhalten. Umfangreiche, bisher nicht publizierte Werkexemplare – wenn auch nur fragmentarisch – liegen in der Handschriftensammlung von Kairouan auf zahlreichen Pergamentblättern aus dem späten 9. und 10. Jahrhundert vor.

## Charakterisierung, Gliederung und Umfang
Asch-Schāfiʿī, ein Schüler des Verfassers, bezeichnete den Muwatta als das genaueste Buch auf Erden nach dem Koran. Das Werk war in sämtlichen mittelalterlichen Hochschulen ein Gegenstand des Unterrichts, insbesondere in Ägypten, Bagdad, Nordafrika und Al-Andalus.
Der Muwatta bietet eine systematische Darstellung des islamischen Ritus und Gesetzes auf der Grundlage des Gewohnheitsrechtes von Medina. Er soll ursprünglich bis zu 9000 Hadithe enthalten haben, die Malik im Zuge mehrerer Überarbeitungen auf etwa 1250 verkürzt haben soll. In seinen Muhammedanischen Studien bezeichnet Ignaz Goldziher das Werk eher als ein corpus iuris, kein corpus traditionum (Gesetzessammlung, keine Sammlung von Traditionen). Nach Goldziher verfolgt das Buch

„die Absicht, das Gesetz und Recht, den Ritus und die Praxis der Religionsübung nach dem im medinensischen Islam anerkannten Konsensus, nach der in Medina gangbaren Sunna zu veranschaulichen und für die in Schwankung befindlichen Dinge vom Standpunkte des Idschmāʿ und der Sunna ein theoretisches Correctivum zu schaffen.“

Der Muwatta ist in 61 Kapitel entsprechend der üblichen Gliederung islamischer Rechtswerke (rituelle Reinheit, Ritualgebet, Fasten, Almosengabe, Pilgerfahrt, Ehe, Scheidung, Kriegsrecht, Gelübde usw.) aufgeteilt.
Schon vor dem Entstehen des al-Muwatta gab es Bestrebungen, die in Medina herrschenden Rechtsmeinungen in einem Kodex zusammenzufassen. Vor Malik soll dies zuerst durch dessen älteren Zeitgenossen al-Madschischun geschehen sein. Von Maliks Schüler ʿAbdallāh ibn Wahb ist ein weiterer Muwatta fragmentarisch erhalten.
Die Zahl der im Muwatta überlieferten Hadithe wird mit 1720 angegeben, wobei etwa die Hälfte von ihnen auf eine Überlieferungskette, die bis zum Propheten Mohammed reicht, zurückgeführt werden.
Eine qualitativ hochstehende Kopie aus späteren Jahrhunderten, deren genaue Datierung bis heute unsicher bleibt, befindet sich in der Chester Beatty Library in Dublin.

## Rezensionen
Der Muwaṭṭaʾ wurde vielfach rezensiert. Es werden im Allgemeinen 15 Rezensionen als bekannt bezeichnet, von denen diejenigen von Yaḥyā ibn Yaḥyā al-Masmudi  (gest. 848 in Córdoba) und von asch-Schaibani vollständig überliefert sind. Nach den neusten Forschungsergebnissen hat Mālik keine „Edition letzter Hand“ hinterlassen. Der Muwaṭṭaʾ ist lediglich in den Rezensionen seiner unmittelbaren Schüler erhalten, von denen einige nunmehr auch im Druck zugänglich sind.
- Die älteste Werkrezension geht auf die Überlieferung des Gelehrten ʿAlī ibn Ziyād (gest. 799) aus Tunis zurück. Er soll als erster die Schriften von Mālik ibn Anas in Nordafrika verbreitet haben. Auf das Fragment dieser Rezension, datiert auf das Jahr 900, hat der Orientalist Joseph Schacht bereits im Jahre 1967 aufmerksam gemacht.[7] Dieses alte Fragment, das in der Qairawāner Handschriftensammlung aufgefunden wurde, ist erstmals im Jahre 1978 im Druck erschienen.[8]
- Die Rezension von Asch-Schaibānī, Muḥammad ibn al-Ḥasan (gest. 804) nimmt unter den Werküberlieferungen des Muwaṭṭaʾ eine Sonderstellung ein, denn der Verfasser tritt zwischen der Rechtslehre Māliks und des Hanafiten Abū Hanīfa, dessen Schüler er war, vermittelnd ein und ist bestrebt, die getroffene Auswahl der Rechtsthemen aus Māliks Werk mit der hanafitischen Lehre in Einklang zu bringen. Diese Rezension stellt somit eine hanafitische Bearbeitung und kritische Weiterentwicklung der von Mālik in seinem Muwaṭṭaʾ überlieferten Materialien dar.[9][10]
- Ibn al-Qāsim al-ʿUtaqī (gest. 806), wohl der bekannteste Schüler Māliks, gilt als erster Verbreiter des Muwaṭṭaʾ in Ägypten. Alte Fragmente seiner Rezension sind in Qairawān erhalten, aber bisher nicht publiziert worden.[11] Seine Rezension hat der Qairawāner Gelehrte Sahnūn ibn Saʿīd in seinem Schülerkreis in seiner Heimatstadt vorgestellt; es ist bis in das späte 10. Jahrhundert in Nordafrika schriftlich, in neu angefertigten Abschriften überliefert worden.[12]
- Einer der bekanntesten Schüler Māliks war al-Qaʿnabī, ʿAbd Allāh ibn Maslama (gest. 833 in Mekka), der seinen Lehrer über zwanzig Jahre in Medina begleitet haben soll.[13] Die heute bekannten und publizierten Teile seiner Rezension enthalten lediglich Fragmente aus den Kapiteln der religiösen Pflichten des Muwaṭṭaʾ.
- Am bekanntesten ist die Rezension von Yahyā ibn Yahyā al-Laithī (gest. 848 in Córdoba),[14] die seit 1951 mehrfach nachgedruckt worden ist.[15] Für die Wichtigkeit dieser Rezension spricht die Tatsache, dass sie in der malikitischen Rechtsgelehrsamkeit am häufigsten kommentiert wurde.[16] Eine Besonderheit der Rezension ist, dass in ihr auch die Frage der „Tötung des Ketzers“ (qatl az-zindīq) erörtert wurde. Der Zindīq wird als eine Art Apostat betrachtet, der aber seinen Abfall von der Religion nicht nach außen kundtut. Im Gegensatz zum gewöhnlichen Apostaten soll ihm deswegen keine Gelegenheit zur strafbefreienden Tauba gegeben werden.[17] Im Jahre 2022 wurde die Übersetzung dieser Rezension auf deutscher Sprache vom Warda Verlag veröffentlicht.
- Genauso umfangreich ist die Werküberlieferung von Abū Muṣʿab az-Zuhrī (gest. 856), der stets in der Umgebung von Mālik wirkte, Qādī in Medina war und eine bis heute nicht edierte Zusammenfassung (muḫtaṣar) der malikitischen Jurisprudenz verfasste.[18] Seine Muwaṭṭaʾ-Rezension, die erst seit 1993 im Druck zugänglich ist, enthält eine beachtliche Anzahl von Ḥadīthen und Rechtslehren nach Mālik, die bei dem Andalusier Yaḥyā ibn Yaḥyā und in anderen Werküberlieferungen nicht dokumentiert sind.[19]
- Die Werküberlieferung von Suwaid ibn Saʿīd al-Ḥadaṯānī (gest. 854) beschränkt sich in dem heute bekannten Fragment des Werkes[20] nur auf die prophetischen Rechtsdirektiven, die die Folgegenerationen als Ḥadīṯe überliefert haben. Die juristisch relevanten Kommentare Māliks zu diesen Traditionen hat der Verfasser – im Vergleich zum Textbestand bei Yaḥyā ibn Yaḥyā und Abū Muṣʿab az-Zuhrī – in seiner Rezension, mit wenigen Ausnahmen, nicht berücksichtigt.[21]
- Die Rezension des ägyptischen Gelehrten Yaḥyā ibn ʿAbd Allāh ibn Bukair (gest. 845) ist nur in Handschriften zugänglich.[22] Diese Muwaṭṭaʾ-Rezension ist über die Grenzen Ägyptens hinaus bekannt gewesen: in Nordafrika[23] und in Damaskus. Das Studium der erhaltenen Handschrift in Damaszener Gelehrtenkreisen in den Jahren 1067–1068 ist in mehreren Hörerzertifikaten[24] am Kolophon dokumentiert.[25]

Das älteste Papyrusfragment des Werkes ist von der Orientalistin Nabia Abbott auf die zweite Hälfte des zweiten muslimischen Jahrhunderts (Ende des 8. Jahrhunderts) datiert worden und wird wahrscheinlich einem ägyptischen Schüler Māliks zuzuschreiben sein. Umfangreiche, bisher nicht publizierte Werkexemplare – wenn auch nur fragmentarisch – liegen in der Handschriftensammlung von Qairawān auf zahlreichen Pergamentblättern aus dem späten 9. und 10. Jahrhundert vor.
Māliks Lebenswerk ist in vielen weiteren Rezensionen überliefert worden; der Damaszener Gelehrte Ibn Nāṣir ad-Dīn (gest. September 1438) hat die Namen von 79 Gelehrten und ihre Kurzbiographien in einem Werk zusammengefasst. Er nennt in diesem Buch auch Gelehrte, die nur Teile von Māliks Werk überliefert haben.

## Kommentare

### Allgemeines
Traditionelle Werke der Malikiten enthalten überraschend wenig Diskussionsmaterial zur Terminologie des Muttawa-Verfassers; dies gilt auch für die ausführlichen Kommentare von Ibn ʿAbd al-Barr. Auch die Kommentare von al-Bādschī und az-Zurqānī sowie juristische Kompendien der Malikiten zitieren üblicherweise die darin verwendeten Ausdrücke ohne weiteren Kommentar. Dies beruht wohl darauf, dass die von Malik verwendete, in späteren Zeiten archaisch gewordene Terminologie selbstverständlich erschien, oder dass ihre Bedeutung nicht mehr klar ersichtlich oder möglicherweise sogar irrelevant geworden war.

### Wichtigste Beispiele
Die wichtigsten Kommentare zum Grundwerk der Malikiten kamen aus dem islamischen Westen, ihre Verfasser waren prominente Vertreter der malikitischen Rechtsschule in Andalusien.
- Den ältesten erhaltenen und heute im Druck vorliegenden Kommentar zum Muwaṭṭaʾ verfasste der wissenschaftlich als vielseitig ausgewiesene Gelehrte عبد الملك بن حبيب الأندلسي / ʿAbd al-Malik ibn Ḥabīb al-Andalusī (gest. 852), der in Mekka, Medina und in Ägypten studierte und nach seiner Rückkehr einer der bedeutendsten Vertreter der malikitischen Rechtsschule in Córdoba war.[29] Sein Kommentar „Die Auslegung des Muwaṭṭaʾ“ تفسير الموطأ / Tafsīr al-Muwaṭṭaʾ[30] behandelt sowohl philologische Erläuterungen bestimmter Termini als auch die juristische Auslegung von Inhalten der im Grundwerk enthaltenen Materialien, die stets eingeleitet werden mit der Fragestellung seiner Schüler: „wir fragten ʿAbd al-Malik ibn Ḥabīb nach dem Ḥadīṯ...“. Das zweibändige Werk ist seit 2001 im Druck zugänglich.[31]
- Ibn Muzain, Yaḥyā ibn Zakariyāʾ يحيى بن زكرياء بن مزين (gest. gegen 873)[32] aus Toledo, mit Wirkungskreis Córdoba, verfasste nach seiner Studienreise in den Orient seinen mehrbändigen Kommentar zu Māliks Werk ebenfalls unter dem Titel Tafsīr al-Muwaṭṭaʾ, in dem er jüngere Schüler Māliks juristische Fragen des Grundwerkes erörtern lässt. Der Orientalist Joseph Schacht hat bereits 1967 auf die Existenz einiger Handschriftenfragmente dieses Werkes in der Moscheebibliothek von Qairawān hingewiesen, die in den Jahren 1008–1009 in der Stadt aufgezeichnet worden sind.[33]

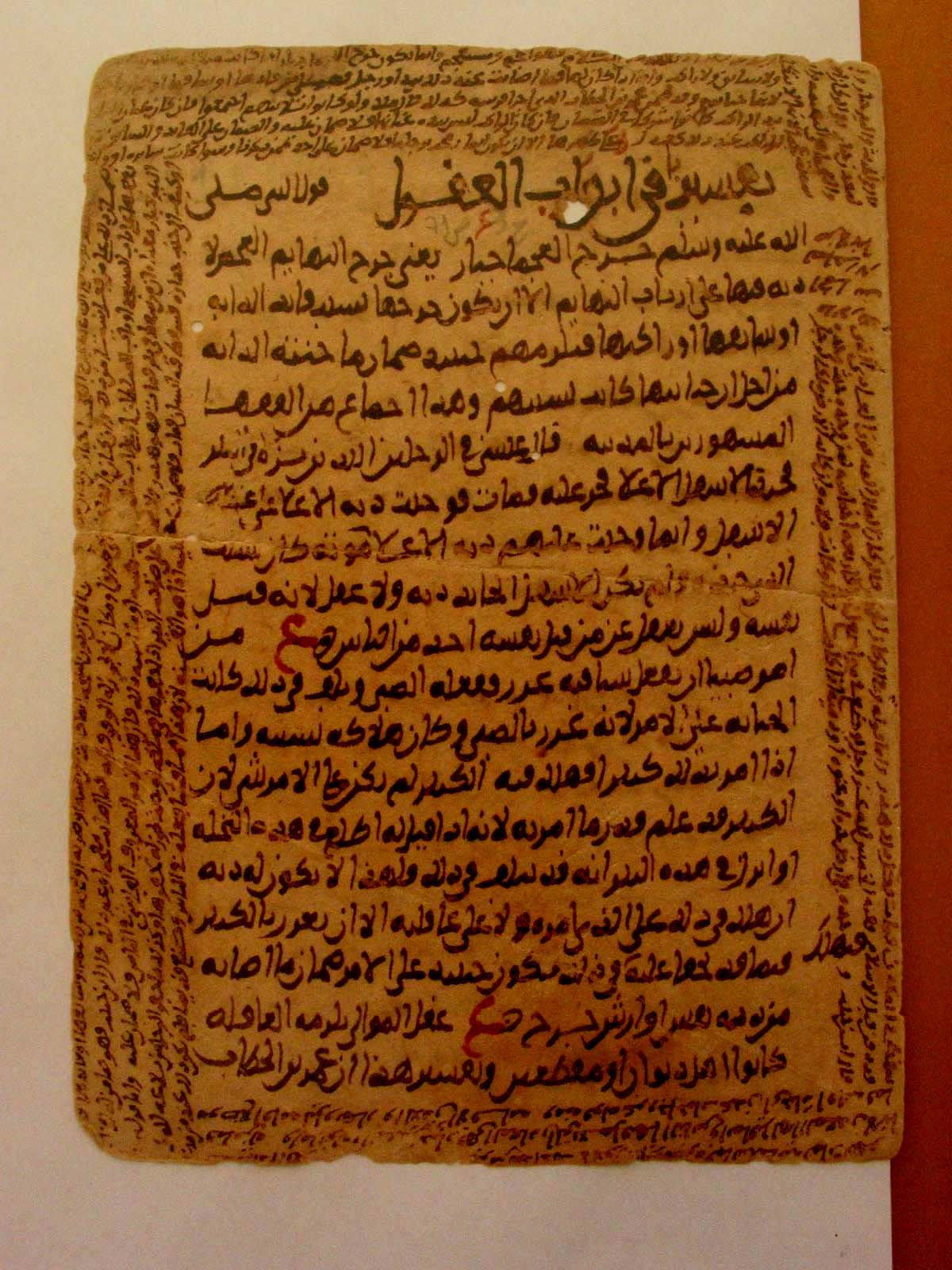
Anfang der Kapitel über Blutgeldzahlungen im Kommentar von al-Qanāziʿī: Tafsīr fī abwāb al-ʿuqūl; ca. 11. Jahrhundert

- Aus dem 10. Jahrhundert stammt der Kommentar zur Muwaṭṭaʾ-Rezension von Yaḥyā ibn Yaḥyā von al-Qanāziʿī, ʿAbd ar-Raḥmān ibn Marwān القنازعي, عبد الرحمن بن مروان aus Córdoba unter demselben Titel تفسير الموطأ / Tafsīr al-Muwaṭṭaʾ / ‚Die Auslegung des Muwaṭṭaʾ‘.[34] Der Verfasser, der sich im Jahre 977 auf eine längere Studienreise nach Nordafrika, Ägypten, Mekka und Medina begab, kommentiert vor allem die im Muwaṭṭaʾ erhaltenen Traditionen und greift dabei auf Schriften seiner Vorgänger zurück, zu denen er die Überlieferungsrechte besaß. Diese Werke sind im Anhang seines Kommentars im Einzelnen aufgezählt.[35]
- Tafsīr al-Muwaṭṭaʾ von al-Būnī, Abū ʿAbd al-Malik Marwān ibn ʿAlī al-Qurṭubī (gest. gegen 1078) in Būna. Über den Verfasser liegen nur wenige Informationen vor. Da die ersten und letzten Seiten der einzigen Handschrift fehlen, ist der genaue Werktitel nicht bekannt. In der ursprünglichen Anordnung des Grundwerkes von Mālik ibn Anas erläutert der Verfasser eine große Auswahl der dort überlieferten Traditionen aufgrund der islamischen Rechtslehre und stützt sich dabei auf die Werke von 56 Autoritäten der Rechtsschule aus dem 9. und 10. Jahrhundert.[36]
- Al-Qabas fī Scharh Muwaṭṭaʾ Ibn Anas القبس في شرح موطأ ابن أنس / al-Qabas fī šarḥ Muwaṭṭaʾ Ibn Anas / ‚Bearbeitung der Erläuterung des Muwaṭṭaʾ von (Mālik) ibn Anas‘ von Ibn al-ʿArabī al-Maʿāfirī (geb. 1076 in Sevilla; gest. 1148 in Fès). Der Verfasser erläutert die im Grundwerk überlieferten Hadithe und greift dabei oft auf die Lehren anderer Rechtsschulen zurück, zu denen er auf seiner Studienreise Kontakt hatte. Das Werk liegt seit 1998 im Druck vor.[37]
- Al-Masālik fī scharh Muwattaʾ Mālik المسالك في شرح موطأ مالك / al-masālik fī šarḥ Muwaṭṭaʾ Mālik vom selben Verfasser. Dieser Kommentar ist umfangreicher und erörtert auch Fragen der Grammatik und die Bedeutung nur selten verwendeter Begriffe im Muwaṭṭaʾ. In beiden Kommentaren greift der Verfasser auf ältere Schriften der mālikitischen Rechtsschule und der Hadithliteratur zurück und wertet sie paraphrasiert mit seinen eigenen kritischen Bemerkungen aus.[38]
- Ibn ʿAbd al-Barr, mit dem vollständigen Namen Yūsuf ibn ʿAbd Allāh ibn Mohammed ibn ʿAbd al-Barr / يوسف بن عبد الله ابن محمد بن عبد البرّ / Yūsuf b.ʿAbd Allāh b. Muḥammad b. ʿAbd al-Barr († 1070) aus Córdoba, verfasste ein siebenundzwanzig Bände (Ausgabe Kairo 1993) umfassendes Werk, das bis heute als der beste Kommentar zu Māliks Hauptwerk angesehen wird. Aber schon der – unterschiedlich formulierte und überlieferte – Werktitel zeigt, dass es sich um mehr als nur um eine einfache Kommentierung des Grundwerkes, des Muwaṭṭaʾ Māliks, handelt: Studium zur Erörterung der Richtungen der Rechtsgelehrten in den Provinzzentren darüber, was Mālik im Muwaṭṭaʾ an opinio und Tradition vorgelegt hat (الاستذكار في شرح مذاهب علماء الأمصار مما رسمه الامام مالك في الموطأ من الرأي والآثار / al-istiḏkār fī šarḥ maḏāhib ʿulamāʾ ʾl-amṣār mimmā rasama-hu al-imām Mālik fī-ʾl-Muwaṭṭaʾ min al-raʾy wa-ʾl-āṯār). Somit ist dieses Werk in der islamischen Rechtsliteratur dem Genre der sogenannten Ichtilāf-Werke, d. h. der Sammlung kontroverser Lehrmeinungen unter den Gelehrten in den Zentren der islamischen Gelehrsamkeit zuzuordnen. In der Tat zitiert der Verfasser in diesem Buch die Lehren der anderen Rechtsschulen und grenzt sie von dem im Muwaṭṭaʾ überlieferten Material deutlich ab. Auch der Tamhīd von Ibn ʿAbd al-Barr kommentiert den Muwatta.
- Ein weiterer und bedeutsamer Kommentar des Ibn ʿAbd al-Barr ist hadithwissenschaftlichen Inhalts und beschränkt sich lediglich auf die im Muwaṭṭaʾ überlieferten rechtsrelevanten Traditionen – Prophetensprüche, Aussagen der Prophetengefährten (sahāba) und ihrer Nachfolger – in der Überlieferung Māliks und trägt den Titel: Einleitung zu den Bedeutungen und Isnaden des Muwaṭṭaʾ (التمهيد لما في الموطأ من المعاني والأسانيد / at-tamhīd li-mā fi-ʾl-Muwaṭṭaʾ min al-maʿānī wa-ʾl-asānīd). Dieses umfangreiche mit zahlreichen Parallelbelegen zu den von Mālik überlieferten Materialien abgefasste Werk ist nach den Primärquellen des Schulgründers alphabetisch angeordnet. Im ersten Band steht die detaillierte Biographie Māliks. Die erste Druckausgabe des Werkes (Rabat 1967–1992) umfasst sechsundzwanzig Bände.
- Ungefähr um die gleiche Zeit verfasste al-Bādschī (vollständig Sulaimān ibn Chalaf al-Bādschī / سليمان بن خلف الباجي / Sulaimān b. Ḫalaf al-Bāǧī) (gest. 1081) aus Córdoba seine sieben Bände umfassende Auswahl in der Erläuterung des Muwaṭṭaʾ (al-muntaqā scharh al-muwaṭṭaʾ / المنتقى شرح الموطأ / al-muntaqā šarḥ al-muwaṭṭaʾ), ein Werk, in dem das von Mālik überlieferte Material mit den Rechtsansichten malikitischer Juristen des 9. und 10. Jahrhunderts verglichen und nach Möglichkeit harmonisiert wird.
- Unter den Kommentaren in der Neuzeit wird vor allem das vierbändige Werk des Azhar-Professors al-Zurqānī, Muḥammad b. ʿAbd al-Bāqī b. Yūsuf b. Aḥmad al-Mālikī (geb. 1645, gest. 1710 in Kairo)[39] zitiert. Der Verfasser orientiert sich vor allem an den oben genannten Werken des Andalusiers Ibn ʿAbd al-Barr, zu deren Abschriften er in der berühmten Handschriftenbibliothek der Azhar Zugang hatte. Dieser Kommentar ist vor allem als zusammenfassendes Lehrbuch für die Azhar-Studenten konzipiert worden.[40]
- Einen sprachwissenschaftlich ausgerichteten Kommentar verfasste al-Waqqaschī, Hischām ibn Aḥmad al-Andalusī (geb. 1017 bei Toledo; gest. 1096 in Dénia)هشام بن أحمد الوقشي الأندلسي / Hišām ibn Aḥmad al-Waqqašī al-Andalusī unter dem Titel „Kommentar zum Muwaṭṭaʾ“ تعليق على الموطأ / Taʿlīq ʿalā ʾl-Muwaṭṭaʾ, dessen Existenz lange Zeit unbekannt war und erst im Jahre 2001 nach dem Unikat in der Bibliothek von Escorial in zwei Bänden publiziert wurde.[41] Das Werk ist gemäß der Anordnung des Grundwerkes von Mālik – nach den Kapiteln des Fiqh – konzipiert. al-Waqqaschī beschränkt sich ausschließlich auf die philologische Erläuterung von Wörtern, Wortgruppen des Grundtextes, korrigiert sprachliche und grammatische Ungereimtheiten im Grundtext, die entweder auf Fehler der Werkrezensenten oder auf Verschreibungen der Kopisten der ihm zur Verfügung stehenden Abschriften zurückgehen. In den semantischen Erklärungen von Begriffen und ganzen Wortgruppen greift er oft auf Inhalte identischer Wörter in der arabischen Poesie zurück.
- Der andalusische Grammatiker ʿAbd Allāh ibn as-Sīd al-Baṭalyūsī (geb. 1052; gest. 1127) aus Badajoz mit Wirkungskreis Valencia verfasste wahrscheinlich ebenfalls einen Muwaṭṭaʾ-Kommentar شرح الموطأ / Šarḥ al-Muwaṭṭaʾ, der aber nicht mehr erhalten ist. Als Teil dieses Werkes gilt die philologische Erläuterung schwieriger Termini in Māliks Werk, die unter dem Titel مشكلات الموطأ / Muškilāt al-Muwaṭṭaʾ / ‚Schwierige Fragen des Muwaṭṭaʾ‘ erst seit 1999 bekannt ist.[42] Der Verfasser folgt der Kapitelanordnung des Grundwerkes und erläutert selten verwendete Begriffe, ihre grammatischen Ableitungen, ferner nur wenig bekannte Ortsnamen, die im Muwaṭṭaʾ Erwähnung finden.[43] Es handelt sich dabei allerdings nicht um ein eigenständiges Werk, sondern um eine Kurzfassung (iḫtiṣār) des oben genannten philologischen Kommentars von al-Waqqaschī.[44]

## Bearbeitungen
Māliks Lebenswerk in seinen verschiedenen Rezensionen als Grundlage der malikitischen Rechtsschule ist in den Folgegenerationen mehrfach und unter verschiedenen Gesichtspunkten bearbeitet worden. Es handelt sich dabei sowohl um die Zusammenstellung bestimmter Hadīṯgruppen und die Exzerpte derselben in monographischen Abhandlungen als auch um zum Teil umfangreiche Kommentare im Sinne der malikitischen Jurisprudenz.
- Die älteste heute bekannte Bearbeitung des Muwaṭṭaʾ verfasste Ismāʿīl ibn Isḥāq al-Ǧahḍamī (geb. 815; gest. 895) der malikitische Qādī von Bagdad,[45] der mit seinem Werk Aḥkām al-Qurʾān über Rechtsbestimmungen des Korans auch als Koranexeget ausgewiesen ist. Von seinem مسند حديث مالك بن أنس / Musnad ḥadīṯ Mālik ibn Anas ist allerdings nur der fünfte, der letzte Teil in einer Handschrift aus dem späten 9. Jahrhundert erhalten.[46] Der Verfasser referiert in diesem Teil diejenigen Traditionen, die er von den Schülern Māliks direkt erhalten hat und deren Werkrezensionen – mit Ausnahme von al-Qaʿnabī und Abū Muṣʿab – heute nicht mehr erhalten sind. Die Anordnung des Werkfragmentes orientiert sich an den Primärquellen Māliks (musnad) in alphabetischer Reihenfolge.[47]
- Der namhafte Ḥadīṯgelehrte und Ḥadīṯktitiker ad-Dāraquṭnī,ʿAlī ibn ʿUmar ibn Aḥmad aus Bagdad (geb. 918; gest. 995)[48] verfasste eine Sammlung von Traditionen unter dem Titel:„Ḥadīṯe, in denen man Māliks (Überlieferungen) widersprach“ الأحاديث التي خولف فيها مالك بن أنس / al-aḥādīṯ allatī ḫūlifa fī-hā Mālik ibn Anas. Dabei handelt es sich a) sowohl um Tradition im Muwaṭṭaʾ als auch außerhalb desselben; b) um Traditionen, die Mālik im Muwaṭṭaʾ in einer Form, außerhalb desselben aber in einer anderen Form (Wortlaut) überlieferte; c) Traditionen, die Mālik im Muwaṭṭaʾ selbst unterschiedlich überlieferte.[49] Der Verfasser gibt den unterschiedlichen Wortlaut zu den einzelnen Traditionen an und stellt die Namen derjenigen Traditionarier zusammen, die Māliks Überlieferungen widersprachen. Im Mittelpunkt des Interesses steht somit die textkritische Betrachtung der Inhalte und der Überlieferungslinien (Isnad) des Grundwerkes.[50]
- Ein wichtiges Werk stellt der مسند الموطأ / Musnad al-Muwaṭṭaʾ des nur wenig bekannten ägyptischen Gelehrten al-Ǧauharī, ʿAbd ar-Raḥmān ibn ʿAbd Allāh al-Ġāfiqī (gest. 901) dar. In der alphabetisch angeordneten Aufzählung der unmittelbaren Quellen Māliks in seinem Muwaṭṭaʾ werden in diesem Werk nur die Prophetentraditionen angeführt, wobei der Verfasser auf alle Werkrezensionen hinweist, in denen er diese Dicta bestätigt finden konnte. Es ist somit eine an den Isnaden orientierte Sammlung (Musnad), die der Verfasser mit einer Kurzbiographie der Quellen Māliks ergänzt und auf Werkrezensionen hinweist, die heute nicht mehr erhalten sind.[51] In seiner Struktur ist es mit dem oben genannten Werkfragment von Ismāʿīl ibn Isḥāq al-Ǧahḍamī vergleichbar.
- Besondere Bedeutung kommt dem Werk des Qairawāner Gelehrten Abū l-Ḥasan al-Qābisī (geb. 936; gest. 1012) zu, das unter dem Titel الملخص لمسند موطأ مالك بن أنس / al-Mulaḫḫaṣ li-musnad Muwaṭṭaʾ Mālik ibn Anas / ‚Die Zusammenfassung der mit vollständigen Isnaden erhaltenen Hadithe im Muwaṭṭaʾ von Mālik ibn Anas‘ auch im Druck zugänglich ist.[52] Der Verfasser wertet in diesem Buch Māliks Werk nach einer heute unbekannten Rezension aus: nach dem Ägypter Ibn al-Qāsim al-ʿUtaqī (†806), einem der wichtigsten Schüler von Mālik.[53] Hier werden alle Hadithe kommentarlos zusammengestellt, die Mālik mit einem vollständigen Isnad (muttaṣal) auf den Propheten zurückführt. Die insgesamt 529 Hadithe sind nach den Primärquellen Māliks angeordnet (musnad); einige dieser Traditionen sind in den anderen, oben genannten Werkrezensionen nicht erhalten.[54]